# Irmãos Harpe

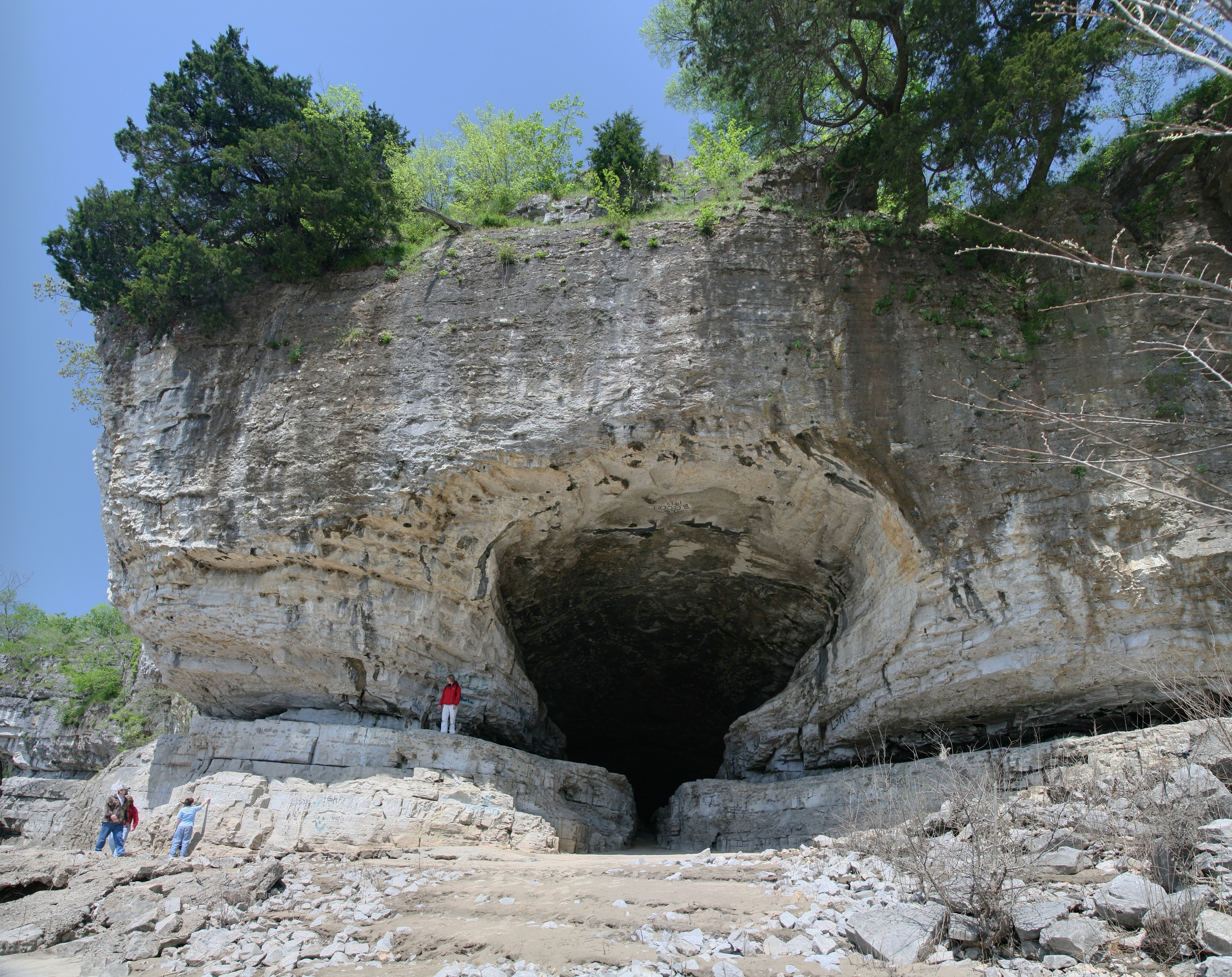
Os irmãos Harpe buscaram refúgio na caverna Cave-In-Rock, no rio Ohio, no verão de 1799.

Micajah "Big" Harpe, nascido Joshua Harper (antes de 1768 - agosto de 1799), e Wiley "Little" Harpe, nascido William Harper (antes de 1770 - 8 de fevereiro de 1804), eram assassinos, salteadores e piratas de rio que operavam no Tennessee, Kentucky, Illinois e Mississippi, no final do século XVIII. Eles são frequentemente considerados os primeiros assassinos em série documentados nos Estados Unidos.
Fieis à Coroa Britânica durante a Revolução Americana, os Harpes tornaram-se foras-da-lei depois da guerra e começaram a roubar e matar colonos na fronteira remota a oeste das montanhas Apalaches. Acredita-se que eles mataram 39 pessoas e possivelmente até 50. Como os crimes dos Harpe ganharam notoriedade, grupos de vigilantes formaram-se para vingar suas vítimas e eles foram acabaram rastreados e executados por volta da virada do século. Sua lendária selvageria, desde então, entrou no folclore estadunidense, parecendo ter sido motivada mais por desejo de sangue do que por ganho financeiro.